# Tour de Ijen
O Tour de Ijen (oficialmente: Banyuwangi Tour de Ijen) é uma corrida ciclista profissional por etapas que se disputa na Meseta de Ijen (Indonésia), no mês de maio.
Disputa-se desde o 2012 fazendo parte do UCI Asia Tour, dentro da categoria 2.2 (última categoria do profissionalismo).

## Palmarés
| Ano  | Vencedor          | Segundo               | Terceiro          |
| ---- | ----------------- | --------------------- | ----------------- |
| 2012 | Choi Ki Ho        | Óscar Pujol           | Timo Scholz       |
| 2013 | Samad Poor Seiedi | John Ebsen            | Rahim Ememi       |
| 2014 | Peter Pouly       | Hossein Askari        | Amir Zargari      |
| 2015 | Peter Pouly       | Benjamín Prades       | Daniel Whitehouse |
| 2016 | Jai Crawford      | Ricardo García Ambroa | Dadi Suryadi      |
| 2017 | Davide Rebellin   | Amir Kolahdozhagh     | Víctor Niño       |
| 2018 | Benjamin Dyball   | Jesse Ewart           | Thomas Lebas      |
| 2019 | Robbie Hucker     | Michael Vink          | Jesse Ewart       |
| 2024 | Merhawi Kudus     | Metkel Eyob           | Benjamín Prades   |

## Palmarés por países
| País      | Vitórias |
| --------- | -------- |
| Austrália | 3        |
| França    | 2        |
| Irão      | 1        |
| Hong Kong | 1        |
| Itália    | 1        |